# Hu Zhen
Pour les articles homonymes, voir Hu.
Dans ce nom chinois, le nom de famille, Hu, précède le nom personnel.
Hu Zhen (146–192) était un général chinois sous l'autorité du seigneur de guerre Dong Zhuo,lors de la fin de la dynastie Han. Il servit son seigneur depuis ses débuts lors de la répression de la rébellion de la Province de Liang et lors des combats de la campagne déclenchée contre lui, jusqu'à son assassinat. 
Il fut grand administrateur du district de Dong et fut envoyé combattre Sun Jian lorsque ce dernier vint mener une offensive sous les bannières de la coalition anti-Dong Zhuo en l’an 191. Sous les commandes de Hua Xiong et à la tête d’une force de 5 000 hommes menés conjointement avec Lü Bu, plus tard avec Xu Rong, il rejoint Wang Yun. Quand Li Jue et Guo Si reprennent le contrôle de la capitale Chang An, Hu Zhen est devenu Directeur de réserve sous leur commandement. Avec sa position, il a faussement condamné un dirigeant local You Yin, avec qui il s'était disputé, et le fit mettre à mort. Quelques mois plus tard, Hu Zhen est tombé malade, en disant : l’esprit de You Yin et venu me faire payer mon crime, et meurt.

## Confusion sur l'homme
Hu Zhen avait comme surnom social Wencai et certains textes historiques, notamment le Hou Han Shu, font mention d'un dénommé Hu Wencai qui aurait combattu Li Jue et Guo Si, puis se serait rallié à eux. Il y aurait donc confusion à savoir s'il s'agirait du même homme ou bien de deux personnes distinctes.

## Son personnage dans le roman
Dans le chapitre 5 du roman Histoire des Trois Royaumes écrit par Luo Guanzhong, Hu Zhen, qui était lieutenant-commandant sous Hua Xiong, alla défendre la passe de la rivière Si en combattant les forces ennemies de Sun Jian. Il se fit tué lors des combats par Cheng Pu.